# Angel Eyes (film)
Angel Eyes is een Amerikaanse thriller-dramafilm uit 2001 onder regie van Luis Mandoki. Actrice Jennifer Lopez werd hiervoor genomineerd voor zowel de Golden Raspberry Award voor 'slechtste actrice' als voor die voor 'slechtste actrice van het decennium'.

## Verhaal
Sharon Poque (Jennifer Lopez), een van de beste agenten van Chicago, loopt in een hinderlaag. Een stuk uitschot houdt een pistool tegen haar hoofd gedrukt. Een mysterieuze vreemdeling komt uit het schemerduister tevoorschijn en redt haar leven. Is deze redding louter toeval of juist niet? Als Sharon op deze vragen een antwoord vindt, ontdekt ze meer: Het is niet de eerste keer dat zij en deze mysterieuze man elkaar hebben ontmoet. Sharon en haar raadselachtige redder Catch (Jim Caviezel) voelen zich onweerstaanbaar tot elkaar aangetrokken in dit verhaal over mensen die door hun onstuimige verleden een muur rond zichzelf hebben opgetrokken.

## Rolverdeling
| Acteur             | Personage                   |
| ------------------ | --------------------------- |
| Jennifer Lopez     | Sharon Pogue                |
| James Caviezel     | Steven 'Catch' Lambert      |
| Jeremy Sisto       | Larry Pogue, Sr.            |
| Terrence Howard    | Robby                       |
| Sônia Braga        | Josephine Pogue             |
| Victor Argo        | Carl Pogue                  |
| Monet Mazur        | Kathy Pogue                 |
| Shirley Knight     | Elanora                     |
| Daniel Magder      | Larry Jr.                   |
| Guylaine St-Onge   | Annie Lambert               |
| Connor McAuley     | Max Lambert                 |
| Jeremy Ratchford   | Ray Micigliano              |
| Peter MacNeill     | Lieutenant Dennis Sanderman |
| Eldridge Hyndman   | Jamal                       |
| Kari Matchett      | Candace                     |
| Michael Cameron    | Charlie                     |
| Marcello Thedford  | Peebo                       |
| Dave Cox           | K-Dog                       |
| Ron Payne          | Priest                      |
| Paul A. MacFarlane | Photographer                |
| Dan Petronijevic   | Fighting Kid                |
| Stephen Kay        | Tony Pindella               |
| Grant Nickalls     | Joe                         |
| Jim Feather        | Old Man                     |
| Matt Birman        | Driver                      |
| Eric Coates        | Car Man                     |
| Chuck Campbell     | Young Man                   |
| Jeff J.J. Authors  | Other Young Man             |
| John Shepard       | Other Old Man               |
| Stephanie Moore    | Officer Vanessa             |
| Ron Johnston       | Bass Player                 |
| Nick Ali           | Trumpeter                   |